# Felice Borel
Felice Borel (Nizza, Franciaország, 1914. április 5. – Torino, 1993. január 21.) világbajnok olasz labdarúgó, csatár, edző. A sportsajtóban Borel II néven ismert.

## Pályafutása

### Klubcsapatban
A Torino korosztályos csapatában kezdte a labdarúgást. 1932-ben a Juventusban mutatkozott be az élvonalban. A Juve színeiben kilenc szezonon át szerepelt és három bajnoki címet és egy olasz kupa-győzelmet ért el a csapattal. Két alkalommal a bajnokság gólkirály lett. Az 1941–42-ben a Torino labdarúgója volt. 1942-től már játékos-edzőként tevékenykedett. 1942 és 1946 között ismét a Juventusban szerepelt. 1946 és 1948 között az Alessandria, 1948–49-ben a Napoli csapatában szerepelt. 1949-ben vonult vissza az aktív labdarúgástól.

### A válogatottban
1933 és 1934 között három alkalommal szerepelt az olasz válogatottban és egy gólt szerzett. Tagja volt az 1934-es világbajnoki címet nyert az olasz csapatnak.

### Edzőként
1942 és 1949 között játékos-edzőként tevékenykedett a Juventus, az Alessandria és a Napoli csapatainál. Az aktív labdarúgás befejezése után csak edzőként dolgozott 1954 és 1956 között a Fossanese, 1958–59-ben a Catania és 1966–67-ben a Ternana együtteseinél.

## Sikerei, díjai
Olaszország
- Világbajnokság
  - világbajnok: 1934, Olaszország

 Juventus
- Olasz bajnokság (Serie A)
  - bajnok: 1932–33, 1933–34, 1934–35
  - gólkirály: 1932–33 (29 gól), 1933–34 (31 gól)
- Olasz kupa (Coppa Italia)
  - győztes: 1938